# Борейко Михайло Степанович
Миха́йло Степа́нович Боре́йко (19 серпня 1948 - 30 грудня 1994[джерело?]) — народний депутат України 1-го скликання.

## Біографія
Народився 19 серпня 1948 року, Житомирська область, УРСР, в сім'ї селян. Українець, освіта вища, агроном, закінчив Житомирський сільськогосподарський інститут, Вищу партійну школу при ЦК Компартії України.
Перший секретар Коростишівського РК КПУ.
1990 голова Коростишівської районної Ради народних депутатів.
1991 голова виконкому Коростишівської районної Ради.
Член КПРС; депутат районної Ради.
Висунутий кандидатом у народні депутати трудовими колективами та громадськими об'єднаннями Коростишівського та Попільнянського районів.
4 березня 1990 року обраний народним депутатом України 1-го скликання, 1-й тур, 56.56 % голосів, 2 претенденти.
Входив до групи «За соціальну справедливість».
- Житомирська область
- Коростишівський виборчий округ № 161
- Дата прийняття депутатських повноважень: 15 травня 1990 року.
- Дата припинення депутатських повноважень: 10 травня 1994 року.

Член Комісії ВР України з питань планування, бюджету, фінансів і цін.
Кандидат в Народні депутати України Верховної Ради XIII скликання, висунутий трудовим колективом 1-й тур — 7.76 % 4-те місце з 14-ти претендентів.
Нагороджений орденом «Знак Пошани».
Одружений, має дочку.
Помер 30 грудня 1994  року в місті Коростишів Житомирської області, похований на Корбутівському цвинтарі міста Житомира.[джерело?]